# Perplexidade
Em teoria da informação, a perplexidade é uma medida de quão bem uma distribuição de probabilidade ou modelo de probabilidade prevê uma amostra. Pode ser usada para comparar modelos de probabilidade. Uma baixa perplexidade indicada que a distribuição de probabilidade é boa em prever a amostra.

## Perplexidade de uma distribuição de probabilidade
A perplexidade de uma distribuição de probabilidade discreta {\displaystyle p} é definida como:
{\displaystyle 2^{H(p)}=2^{-\sum _{x}p(x)\log _{2}p(x)},}
em que {\displaystyle H(p)} é a entropia (em bits) da distribuição e {\displaystyle x} varia sobre os eventos, ou seja, a perplexidade é igual a 2 elevado à entropia ou, mais precisamente, 2 elevado à entropia cruzada, definição esta usada frequentemente na comparação empírica de modelos probabilísticos.
A perplexidade de uma variável aleatória {\displaystyle X} pode ser definida como a perplexidade da distribuição sobre seus possíveis valores {\displaystyle x}.
No caso especial em que {\displaystyle p} modela um dado honesto de {\displaystyle k}-faces (uma distribuição uniforme sobre {\displaystyle k} eventos discretos), sua perplexidade é {\displaystyle k}. Uma variável aleatória com perplexidade {\displaystyle k} tem a mesma incerteza de um dado honesto de {\displaystyle k}-faces e é considerada "perplexa em {\displaystyle k}-formas" sobre o valor da variável aleatória. A não ser que seja um dado honesto de {\displaystyle k}-faces, mais que {\displaystyle k} valores serão possíveis, mas a incerteza geral não é maior, porque alguns destes valores terão probabilidade maior que {\displaystyle 1/k}, diminuindo o valor geral ao somar.
A perplexidade é algumas vezes usada como uma medida de quão difícil um problema de previsão é. Isto não é sempre preciso. Se você tiver duas escolhas, uma com probabilidade {\displaystyle 0,9}, então suas chances de um palpite correto são iguais a {\displaystyle 90\%} usando a estratégia ótima. A perplexidade é {\displaystyle 2^{-0,9\log _{2}0,9-0,1\log _{2}0,1}=1,38}. O inverso da perplexidade, que representa a probabilidade de um palpite correto no caso do dado honesto de {\displaystyle k}-faces, é igual à {\displaystyle 1/1,38=0,72}, não {\displaystyle 0,9}.
A perplexidade é a exponenciação da entropia, que é uma quantidade com contorno mais nítido. A entropia é uma medida do número esperado ou "médio" de bits exigido para codificar o resultado da variável aleatória, usando o código de comprimento variável, ótimo e teórico. Pode ser equivalentemente considerada como o ganho de informação esperado ao aprender o resultado da variável aleatória, em que a informação é medida em bits.

## Perplexidade de um modelo de probabilidade
Um modelo de uma distribuição de probabilidade desconhecida {\displaystyle p} pode ser proposto com base em uma amostra de treinamento que foi retirada de {\displaystyle p}. Dado um modelo de probabilidade proposto {\displaystyle q}, pode-se avaliar {\displaystyle q} ao perguntar quão bem ele prevê uma amostra de teste separada {\displaystyle x_{1},x_{2},\ldots ,x_{N}} também retirada de {\displaystyle p}. A perplexidade do modelo {\displaystyle q} é definida como:
{\displaystyle b^{-{\frac {1}{N}}\sum _{i=1}^{N}\log _{b}q(x_{i})},}
em que {\displaystyle b} é costumeiramente {\displaystyle 2}. Modelos melhores {\displaystyle q} da distribuição desconhecida {\displaystyle p} tenderão a atribuir probabilidades maiores {\displaystyle q(x_{i})} aos eventos de teste. Assim, têm menor perplexidade, sendo menos surpreendidos pela amostra de teste.
O expoente acima pode ser considerado como o número médio de bits necessários para representar um evento de teste {\displaystyle x_{i}} se for usado um código ótimo baseado em {\displaystyle q}. Modelos de baixa perplexidade fazem um melhor trabalho comprimindo a amostra de teste, exigindo poucos bits por elemento de teste em média porque {\displaystyle q(x_{i})} tende a ser alta.

O expoente pode também ser considerado uma entropia cruzada:
{\displaystyle H({\tilde {p}},q)=-\sum _{x}{\tilde {p}}(x)\log _{2}q(x)}
em que {\displaystyle {\tilde {p}}} denota a distribuição empírica da amostra de teste, isto é, {\displaystyle {\tilde {p}}(x)=n/N}, se {\displaystyle x} tiver aparecido {\displaystyle n} vezes na amostra de teste de tamanho {\displaystyle N}.

## Perplexidade por palavra
Em processamento de linguagem natural, a perplexidade é uma forma de avaliar modelos de linguagem. Um modelo de linguagem é uma distribuição de probabilidade sobre sentenças ou textos inteiros.
Usando a definição de perplexidade para um modelo de probabilidade, pode-se encontrar, por exemplo, que a sentença média {\displaystyle x_{i}} na amostra de teste poderia ser codificada em 190 bits, isto é, as sentenças de teste tinham um logaritmo de probabilidade médio igual a -190. Isto daria uma perplexidade de modelo enorme de {\displaystyle 2^{190}} por sentença. Entretanto, é mais comum normalizar o comprimento de sentença e considerar apenas o número de bits por palavra. Assim, se as frases da amostra de teste compreenderem um total de 1.000 palavras e puderem ser codificadas usando um total de 7,95 bits por palavra, poderá se relatada uma perplexidade de modelo de {\displaystyle 2^{7,95}=247} por palavra. Em outras palavras, o modelo é tão confuso em dados de teste quanto se tivesse que escolher uniformemente e independentemente entre 247 possibilidades para cada palavra.
Até 1992, a mais baixa perplexidade publicada no Brown Corpus (lista de 1 milhão de palavras em inglês norte-americano sobre variados tópicos e gêneros) havia sido de fato aproximadamente 247 por palavra, correspondendo a uma entropia cruzada de {\displaystyle \log _{2}247=7,95} bits por palavra ou 1,75 bits por letra, usando um modelo trigrama. É frequentemente possível conseguir uma perplexidade mais baixa em corpora mais especializados, já que são mais previsíveis.
Novamente, simplesmente prever que a próxima palavra no Brown Corpus é a palavra "the" terá uma precisão de 7%, não de {\displaystyle 1/247=0,4\%}, como um uso ingênuo da perplexidade como uma medida de previsibilidade pode levar alguém a crer. Este palpite é baseado na estatística de unigrama do Brown Corpus, não na estatística de trigrama, que produziu a perplexidade de palavra igual a 247. Usar a estatística de trigrama melhoraria posteriormente as chances de um palpite correto.